# جواو ألفريدو كوريا دي أوليفيرا
جواو ألفريدو كوريا دي أوليفيرا هو سياسي برازيلي، ولد في 12 ديسمبر 1835 في Ilha de Itamaracá ‏ في البرازيل، وتوفي في 6 مارس 1919 في ريو دي جانيرو في البرازيل. نشط حزبياً في حزب المحافظين (البرازيل). وقد انتخب عضو مجلس النواب البرازيلي ‏ وانتخب عضو مجلس الشيوخ من البرازيل ‏.